# Privilegium minus
Privilegium minus (slovensko Mali privilegij) je oznaka listine, ki jo je izdal cesar Svetega rimskega cesarstva Friderik I. Barbarossa 17. septembra 1156. Listina je vsebovala določilo, da se bavarska mejna marka Avstrija (Ostarrîchi) povzdigne v vojvodino in da v dedni fevd Babenberžanom.

## Vsebina
V nasprotju s poznejšim Privilegium maius (slovensko Veliki privilegij), ponaredkom iz pisarne Rudolfa IV. Habsburškega iz leta 1358/1359, je Privilegium minus slavnostna diploma, ki jo je 17. septembra 1156 izdal cesar Friderik I. za svojega strica, babenberškega mejnega grofa Henrika II. Jasomirgotta.
Cesar je poleg povišanja mejne grofije v vojvodino določil, da je dedovanje vojvodine mogoče tudi po ženski liniji vojvodske družine. Če vojvoda ne bi imel svojih otrok, bi smel sam določiti svojega naslednika (libertas affectandi). Ta izredni  privilegij je bil za vse življenje vezan samo na Henrika Jasomirgotta in njegovo ženo Teodoro Komneno (dux Austrie patruus noster et uxor eius), ki nista imela otrok, Henrikova brata Oton I. Freisinški in Konrad I. Passauski pa sta izbrala cerkveno kariero. Cesar si je pridržal pravico, da sam  podeli fevd nekomu drugemu, vendar je spoštoval Henrikovo izbiro.
Vojvodova obveznost udeležbe na Cesarskem zboru (Reichstag) je bila omejena samo na zbore, sklicane na Bavarskem (ad curias, quas imperator prefixerit in Bavaria), kar mu je prihranilo draga potovanja po cesarstvu. Avstrija je morala odslej zagotoviti čete cesarju le v vojnah v njeni bližini (in regna vel provincias Austrie vicinas). Henrik Jasomirgott je moral tudi kot vojvoda še naprej  opravljati svoje tradicionalne dolžnosti mejnega grofa.

## Ozadje
Listino Privilegium minus je treba obravnavati v kontekstu konflikta med cesarsko hišo Hohenstaufen in vojvodsko hišo Welf v Svetem rimskem cesarstvu. 
Leta 1138 je stric in predhodnik cesarja Friderika I., nemški kralj Konrad III., odstavil njemu nenaklonjenega bavarskega vojvodo Henrika Ponosnega in njegovo vojvodino prepustil avstrijskemu mejnemu grofu Henriku Jasomirgottu. Kralj Konrad je februarja 1152 umrl. Nekaj tednov kasneje je bil za nemškega  kralja izvoljen njegov nečak Friderik, verjetno s podporo Henrika Leva, sina Henrika Ponosnega.
Mladi kralj in Henrik Lev sta bila bratranca po Friderikovi materi Juditi Bavarski, sestri Henrika Ponosnega. Friderik se je pripravljal na odhod v Rim, kjer naj bi bil okronan za svetega rimskega cesarja in pridobil vojaško podporo, vendar je želel pred tem končati spore, ki jih je podedoval od strica. V Würzburgu je sklical  Reichstag, katerega se Henri Jasomirgott, ki je verjetno vedel za kraljeve namere, ni udeležil pod pretvezo, da ni bil ustrezno povabljen. Po več poskusih, da bi zadeve uredil, je Friderik odšel v Italijo in bil 18. junija 1155 okronan za cesarja Svetega rimskega cesarstva.
Po vrnitvi v Nemčijo se je Friderik odločil vrniti vojvodino Bavarsko Henriku Levu. Končno mu je uspel tudi tajen sestanek s Henrikom Jasomirgottom 5. junija 1156 v bližini bavarske prestolnice Regensburg. Po določitvi pogojev je cesar 8. septembra ponovno sklical  Reichstag, tokrat v Regensburgu, kjer se je Babenberžan uradno odpovedal vojvodini Bavarski, ki je prešla na Welfa Henrika Leva. Da bi Babenberžanu nadomestili izgubo, je bila Avstrija z izrecnim soglasjem knezov Svetega rimskega cesarstva pod vodstvom češkega vojvode Vladislava II. povzdignjena v vojvodino. Friderik se je s tem izognil degradaciji Henrika Jasomirgotta na položaj mejnega grofa in njegovem preganjanju s strani Welfov. Po drugi strani je Henrik Lev prejel zmanjšano bavarsko vojvodino in samo libertas affectandi (svoboda vpliva) bi lahko preprečila kakršno koli nasledstvo hiše Welf v Avstriji. Henrik Lev se je razočaran vrnil na svoja saška posestva v severni Nemčiji.
Friderik je prevladal, rešil dolgoletni konflikt, zadržal Welfove posesti in zagotovil podporo Babenberžanov. Veliko pozneje se je dokument izkazal za ustanovni akt tega, kar naj bi postalo narod. Leto 1156 je zato včasih navedeno kot začetek neodvisnosti Avstrije od Bavarske.

## Uporaba

### 13. stoletje
Ko je leta 1246 umrl Friderik II. Prepirljivi, zadnji moški član rodbine Babenberžanov, sta se kot njegovi naslednici pojavili dve kandidatki. 
Glavna kandidatka je bila Gertruda Avstrijska, edini otrok Friderikovega pokojnega starejšega brata Henrika Avstrijskega in Neže Turingijske. Gertruda je bila poročena z Vladislavom Moravskim  († 1247), badenskim mejnim grofom Hermanom († 1250) in Romanom Hališkim, vendar nobeden od njih niti njen sin niso obdržali vojvodskega položaja. Edini Gertrudin živeči otrok je bila Neža Badenska, ki je poskušala dobiti vojvodino preko svojega tretjega moža Ulrika II. Heunburškega, vendar ji to ni uspelo.
Po nekaj letih bojev, znanih kot interregnum, sta vojvodini Avstrija in Štajerska pripadli Otokarju II. Češkemu in nato Rudolfu I. Habsburškemu, čigar potomci naj bi vladali v Avstriji do leta 1918.

### 18. stoletje
Pragmatična sankcija v Avstriji leta 1713 je delno temeljila na določilih Privilegium minus. Čeprav je privilegij  veljal samo za  Babenberžane in ne tudi za Habsburžane, je kljub temu dovoljeval, da vojvoda brez potomcev imenuje svojega naslednika. Določilo je privedlo do tako imenovane  avstrijske nasledstvene vojne.

## Sklic
1. ↑  Görich, Knut (2012). "Österreich verlässt Bayern [Austrija zapustila Bavarsko]". Damals (nemško). 44 (4):  24–29.